# Coniochaeta boothii
Coniochaeta boothii är en svampart som först beskrevs av Manohar. & P.Rama Rao, och fick sitt nu gällande namn av Dania García, Stchigel & Guarro 2006. Coniochaeta boothii ingår i släktet Coniochaeta och familjen Coniochaetaceae.   Inga underarter finns listade i Catalogue of Life.